# Épicerie Maille
L'épicerie Maille est une boutique située dans la ville de Dijon, au 32, rue de la Liberté.

## Histoire

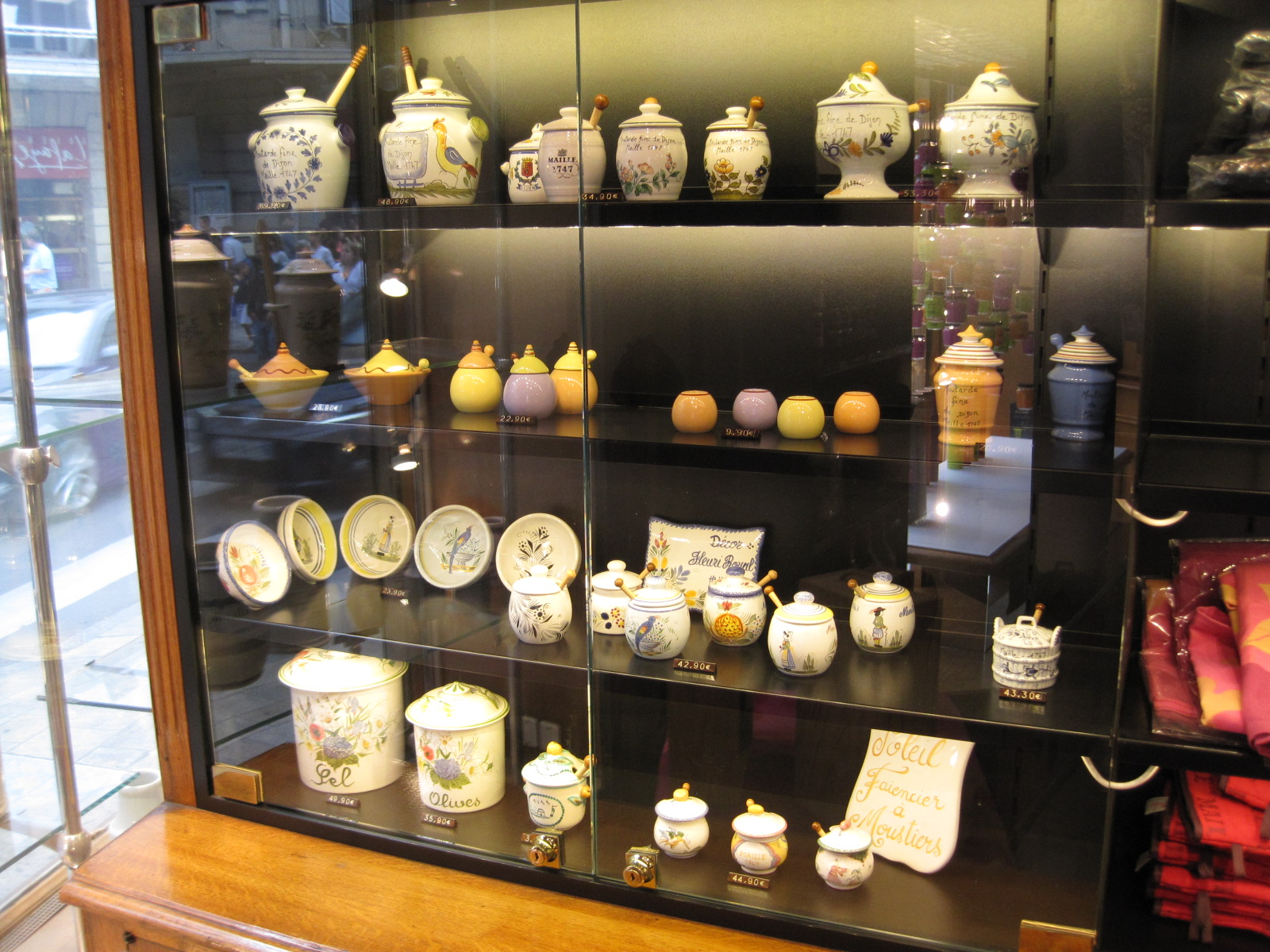
Intérieur de la boutique.

Dès le XVIIIe siècle, des familles dijonnaises s'imposent dans la fabrication de la moutarde avec pour spécialité de remplacer le vinaigre par du verjus.
La marque de moutarde Grey Poupon est créée à Dijon en 1777 et ouvre une boutique à l'angle de la rue du Chapeau-Rouge et de la rue de la Liberté.
La boutique Maille de Dijon ouvrira ses portes quant à elle en 1845 et remplacera définitivement la boutique de moutarde Grey Poupon sur les enseignes, mais aussi sur les plaques murales.
La deuxième boutique inauguré en 1996 au 6, place de la Madeleine à Paris est la réplique exacte de la boutique historique de Dijon.
Une troisième boutique, la première à l'étranger, a également vu le jour à Londres au 2 Piccadilly Arcade en 2013.
Enfin, deux nouvelles boutiques ont ouvert en France en 2015 : celle du centre commercial parisien le Carrousel du Louvre inauguré le 20 mai 2015 et celle de la ville de Bordeaux, située au 40, cours de l’Intendance et inauguré le 23 octobre 2015.

## Boutique
La boutique Maille propose une gamme de produits comme des vinaigres, moutardes, mayonnaises, huiles, cornichons, épices, faïences, etc.